# Clean & Clear
Clean & Clear (вимовляється «Клін энд Кліа», у пер. з англ. — «Чисто й без слідів») — американський бренд косметики та дерматологічних продуктів, який належить Johnson & Johnson. Косметика розроблена для боротьби з прищами, чорними точками й підвищеною жирністю шкіри підлітків. Вона містить різноманітні натуральні інгредієнти й спеціальні комплекси (бензоїлпероксид 10 % або саліцилову кислоту 2 %) як діючи речовини для розв'язання проблем зі шкірою під час пубертатного періоду.
Бренд представлений у 90 країнах світу.
У 2011 році консультанти компанії Brand Finance включили бренд Clean & Clear у список «Топ 50 глобальних брендів у сфері краси», в якому «Clean & Clear» був оцінений у 1,9 мільярда доларів і зайняв 21 місце. У рейтингу 2014 року бренд перебував на 38 місці й був оцінений у 710 мільйонів доларів.

## Історія

### Період Revlon
Бренд Clean and Clear був названий на честь продуктів, які не містили запахів або барвників, а також не залишали слідів на шкірі після змиву водою. Продуктова лінійка Clean & Clear в Revlon містила не тільки засоби для догляду за шкірою обличчя, але також шампуні й кондиціонери. Бренд спочатку був створений як лінія для догляду за чутливою шкірою обличчя.
1956
Бренд був заснований 1956 року, коли з'явився новий очищувач Clean & Clear, що «глибоко очищує шкіру». Він рекламувався як рідина, яка «очищає всі п'ять шарів вашої шкіри». Щоб підкреслити ефект, на флаконі очищувача була подвійна обіцянка — «глибоке глибоке очищення» («Deep Deep Cleaning»).
1957
У 1957 році бренд обіцяв клієнтам, що вони будуть виглядати красивше усього через 5 днів" і обіцяв «КА-ТІ-ОН-НУ» привабливість.
1959
У 1959 році очищувач Clean and Clear рекламувався як перший «лосьйон-змивка для обличчя» («facial cream-wash»). Реклама пояснювала, що на відміну від мила він не сушить шкіру.
1964
У 1964 році очищувач випускався вже у двох версіях (різних формулах): для звичайної та для сухої шкіри.
1986
До 1986 року продуктова лінійка Clean and Clear складалася з очищуючого лосьйону, гелю для чищення обличчя, зволожуючого лосьйону для обличчя і мила (в бруску).
1989
У 1989 бренд випустив шампунь і кондиціонер Oil Free. У телевізійній рекламі нових товарів знялася новозеландська модель Рейчел Гантер.
1991
1991 року компанія Revlon продала бренд Clean & Clear компанії Johnson & Johnson.

### Період Johnson & Johnson
1992
У 1992 році Johnson & Johnson змінила спрямованість продуктової лінії «Clean & Clear» і розділила її на дві колекції: базову (що володіє вираженим медичним ефектом) і колекцію для чутливої шкіри.
1993
З 1993 року Clean & Clear використовує слоган «Clean & Clear and Under Control». Компанія Johnson & Johnson провела ребрендинг Clean & Clear, сфокусувавши його на проблемній шкірі підлітків. У тому ж році компанія перенесла свій рекламний обліковий запис з рекламного агентства FCB/Leber Katz Partners в агентство DDB Needham Worldwide.
2000
У 2000 році бренд провів онлайн-кампанію «Clean & Clear Talking Postcard Superstitial», спрямовану на відвідувачів онлайн-спільнот. Дівчата могли посилати одна одній електронні листівки, які пропонували безкоштовний аналіз шкіри та зразок продукції Clean & Clear. Ця компанія виграла премію Massachusetts Interactive Media Council Awards в категорії «онлайн реклама».
2004
У 2004 році бренд запустив очищуючий засіб Morning Burst Facial Cleanser, який є не засобом проти прищів, а звичайним очищуючим тоніком з вітаміном C. У телевізійній рекламі нового засобу знялася зірка-підліток Нора Зегетнер. Пізніше продуктова лінійка була розширена і стала включати інші засоби.
2008
У квітні 2008 року бренд розробив лінійку косметики SOFT, яка складалася з нічного крему, засобів для догляду за шкірою обличчя в душі, очищаючого лосьйону і зволожуючого засобу. Пізніше ця серія продуктів була закрита. У вересні 2008 року бренд випустив засіб Clean & Clear Advantage Blackhead Eraser Exfoliating Cleanser («Щоденний скраб від чорних цяток»).
2009
У 2009 році бренд оновив дизайн упаковок. Основним джерелом натхнення для дизайнерів був логотип бренду з округленими краями. У 2009 році бренд уклав партнерство зі студією Walt Disney Studios Motion Pictures, щоб знімати підлітковий серіал Celia and Chloe («Селія і Хлоя»).
2010
У січні 2010 року у Великій Британії Комісія з рекламних стандартів (Advertising Standards Authority, ASA) заборонила телевізійну рекламу засобу Spot Control Kit (Clean and Clear Advantage Control Kit), оскільки кадри «після» були виконані з використанням макіяжу.
У червні 2010 року Clean & Clear уклала партнерство з некомерційною організацією Do Something і співачкою Демі Ловато, запустивши програму Join the Surge («Приєднайся до хвилі»).
2011
У 2011 році бренд уклав партнерство з некомерційною благодійною організацією Girl Up під егідою ООН. Популярна співачка Лілі Галперн підтримала рух, виступивши на відкритті туру Unite for the Gilrs в Нью-Йорку. З тих пір пройшло кілька спільних акцій бренду й фонду. У 2011 році бренд розширив лінійку Morning Burst («Ранкова енергія»), додавши в неї гелі для душу. Вона складається з 3 гелів для душу з різними ароматами (манго і папая, гранат і цедра апельсина, чорниця і гуаява).
2012
У 2012 році бренд інтегрував лінійку продуктів Advantage в онлайн-гру The Sims Social.
2013
У 2013 році бренд розширив лінійку Advantage, додавши в неї скраб з екстрактом алое з мікрогранулами із жожоба й очищувальну пінку з екстрактом алое.
2014
У березні 2014 року бренд запустив рекламну компанію See the Real Me (Це реально я!), що розповідає про те, як підлітки виглядають насправді. У компанії брала участь популярна актриса й співачка Демі Ловато, а також поетеса Азур Антуанетт (Azure Antoinette).
2015
14 березня 2015 року компанія Johnson & Johnson оголосила про угоду з Джазом Дженнінгсом, який зніматиметься в рекламі Clean & Clear.

## Продуктова лінійка

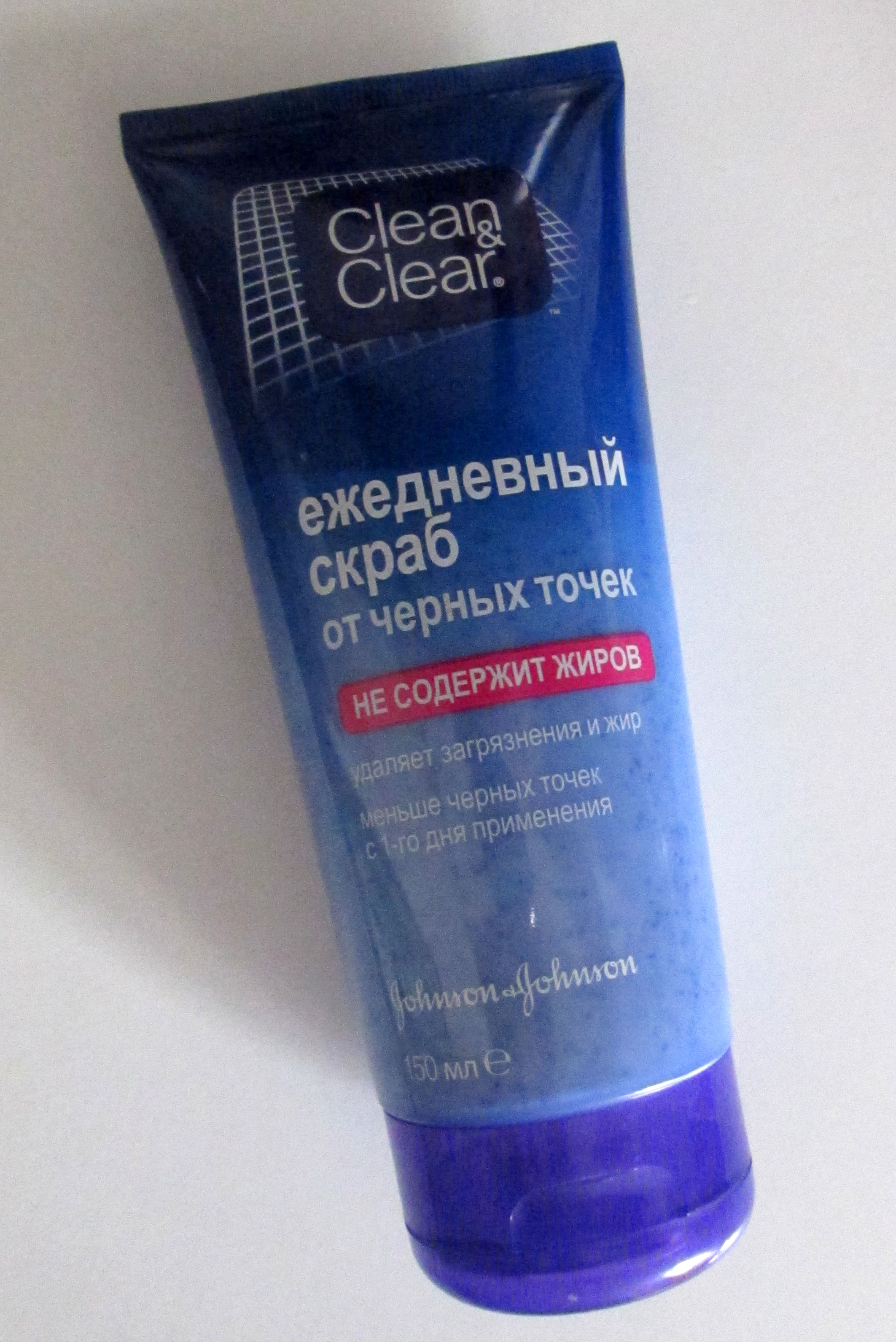
Щоденний скраб від чорних точок Clean & Clear, 2014

Продуктова лінійка Clean & Clear складається з різних засобів для догляду за проблемною шкірою обличчя. Основні колекції:
- Advantage
- Захист від чорних цяток
- Щоденний догляд
- Глибока дія
- Ранкова енергія
- Контроль блиску